# Каухчишвили, Тинатин Семёновна
Тинатин Семёновна Каухчишвили (груз. თინათინ სემენოვნა ყაუხჩიშვილი; 1919—2011) — советский и грузинский учёный в области филологии, доктор филологических наук (1952), профессор (1966), член-корреспондент АН Грузинской ССР (1979),  академик АН Грузии (1993). Заслуженный деятель науки Грузинской ССР (1975).

## Биография
Родилась 10 мая 1919 года в Тбилиси в семье будущего академика АН Грузинской ССР С. Г. Каухчишвили.
С 1936 по 1941 год обучалась на отделении грузинского языка и литературы филологического факультета Тбилисского государственного университета, с 1941 по 1945 год обучалась в аспирантуре этого факультета. 
С 1945 года на научно-исследовательской работе в Институте истории и этнографии имени И. Джавахишвили АН Грузинской ССР — Академии наук Грузии в качестве  младшего и старшего научного сотрудника, с 1999 по 2006 год — ведущий научный сотрудник этого научного института.
С 1945 по 1952 и с 1968 по 1995 год одновременно с научной занималась и педагогической работой в Тбилисском государственном университете в качестве ассистента, доцента и профессора. Помимо основной деятельности являлась приглашённым преподавателем в Ленинградском государственном университете, а так же в зарубежных высших учебных заведений, таких как Лейпцигский университет и Йенский университет в Германии.

### Научно-педагогическая деятельность и вклад в науку
Основная научно-педагогическая деятельность Т. С. Каухчишвили была связана с вопросами в области греческой и грузинской филологии, занималась исследованиями в области древнегреческого языка, греческой древней литературы и эпиграфики.  
В 1952 году защитила докторскую диссертацию на соискание учёной степени доктор филологических наук по теме: «Греческие надписи Грузии». В 1964 году ей было присвоено учёное звание профессор. В 1979 году она была избрана член-корреспондент АН Грузинской ССР, а в 1993 году — действительным членом НАН Грузии.  Т. С. Каухчишвили было написано более сто двадцати научных работ, в том числе девятнадцать монографий, её труды публиковались в таких странах как Россия, Болгария, Франция, Италия и Германия. В 1975 году за вклад в науку Т. С. Каухчишвили была удостоена почётного звания — заслуженный деятель науки Грузинской ССР а в 2008 году была удостоена премии имени С. Каухчишвили НАН Грузии.

## Основные труды
- Греческие надписи Грузии / Акад. наук Груз. ССР. Ин-т истории им. акад. И. А. Джавахишвили, Тбилиси, 1951. — 256 с[4]

## Награды, звания и премии
- Орден Чести (Грузия) (1999)
- Заслуженный деятель науки Грузинской ССР (1975)
- Премия имени С. Каухчишвили НАН Грузии (2008)[1][2][3]